# Нагорново (усадьба)
Нагорново — бывшая дворянская усадьба в посёлке Нагорное Пушкинского городского округа Московской области, связанная с именем историка М. М. Щербатова. По некоторым сведениям, от неё уцелел «главный дом в стиле ампир с двумя флигелями».

## Топонимика
В 1768 году сельцо Нагорново административно относилось к Ворина-Радонежскому стану Московского уезда. В 1780 году в имении, на месте старой обветшавшей церкви, была построена каменная Введенская церковь (не сохранилась) с приделом мученицы Татианы. С того времени село стали называть Старо-Введенским (относилось оно уже к Богородской округе Московской губернии), однако на плане генерального межевания 1784 года указано как Нагорнова, а в документах 1852 года пишется как Нагорная.

## История
Первое письменное упоминание о поселении относится к концу XVI века. В 1646 году оно принадлежало А. Паниной; с 1677 года — стольнику И. И. Панину; с 1723 года — его сыну, капитану А. И. Панину. Во 2-й половине XVIII века Нагорново перешло во владение князя Михаила Михайловича Щербатова. В усадьбе князь собрал большую библиотеку в 15 тысяч томов и богатейший физический кабинет.
После смерти М. М. Щербатова, похороненного в дедовской вотчине Михайловское-Щербатово под Ярославлем, «подмосковная» была продана действительному статскому советнику Павлу Ивановичу Глебову (1744-1826), младшему брату генерал-аншефа Ф. И. Глебова. При нём, ещё в конце XVIII века, был построен двухэтажный каменный барский дом, заложен парк, террасами спускавшийся к речке Прорванихе. В это время в Нагорном числилось: «каменная церковь Введения с колокольней, сад, пруд, лес, шесть крестьянских дворов и в них 29 душ мужского и 30 душ женского пола, земли 185 десятин».
В 1837 году имение приобрёл профессор Московского университета М. Г. Павлов — директор московской земледельческой школы. Зимой она работала в Москве, а с апреля по октябрь её практические занятия проходили в Нагорнове.
В 1852 году в Нагорном — имение Флаге. С 1859 года имение числилось в удельном ведомстве. Затем усадьбу приобрёл московский губернатор Г. И. Кристи, который устроил в Нагорном конезавод и подвалы многолетних вин. Перед революцией 1917 года имением владела его вдова Мария Николаевна, дочь князя Н. П. Трубецкого из близлежащей Ахтырки.
До 1965 года в Нагорном был колхоз, затем — дом отдыха ЦК КПСС. В 1972—1991 годах на территории усадьбы размещался ФИОН — филиал Института общественных наук при ЦК КПСС. С 2000 года здесь находятся учебные корпуса Академии Министерства по чрезвычайным ситуациям РФ; ныне — загородная учебная база Академии государственной противопожарной службы.

## Сохранность
Сведения о сохранности усадьбы противоречивы. В реестре культурного наследия по Пушкинскому району она не значится. В краеведческой же литературе утверждается, что
сохранились  двухэтажный кирпичный дом в стиле классицизма с деревянными галереями-колоннадами, объединяющими его с двумя парными одноэтажными флигелями, а также заросший парк.